# Ван Хао (стрибунка у воду)
Ван Хао  (кит.: 汪 皓, 26 грудня 1992) — китайська стрибунка у воду, олімпійська чемпіонка, чемпіонка світу та Азійських ігор.

## Виступи на Олімпіадах
| Олімпіада   | Дисципліна                | Місце  |
| ----------- | ------------------------- | ------ |
| Лондон 2012 | синхронні стрибки з вишки | Золото |